# 罗讷河谷

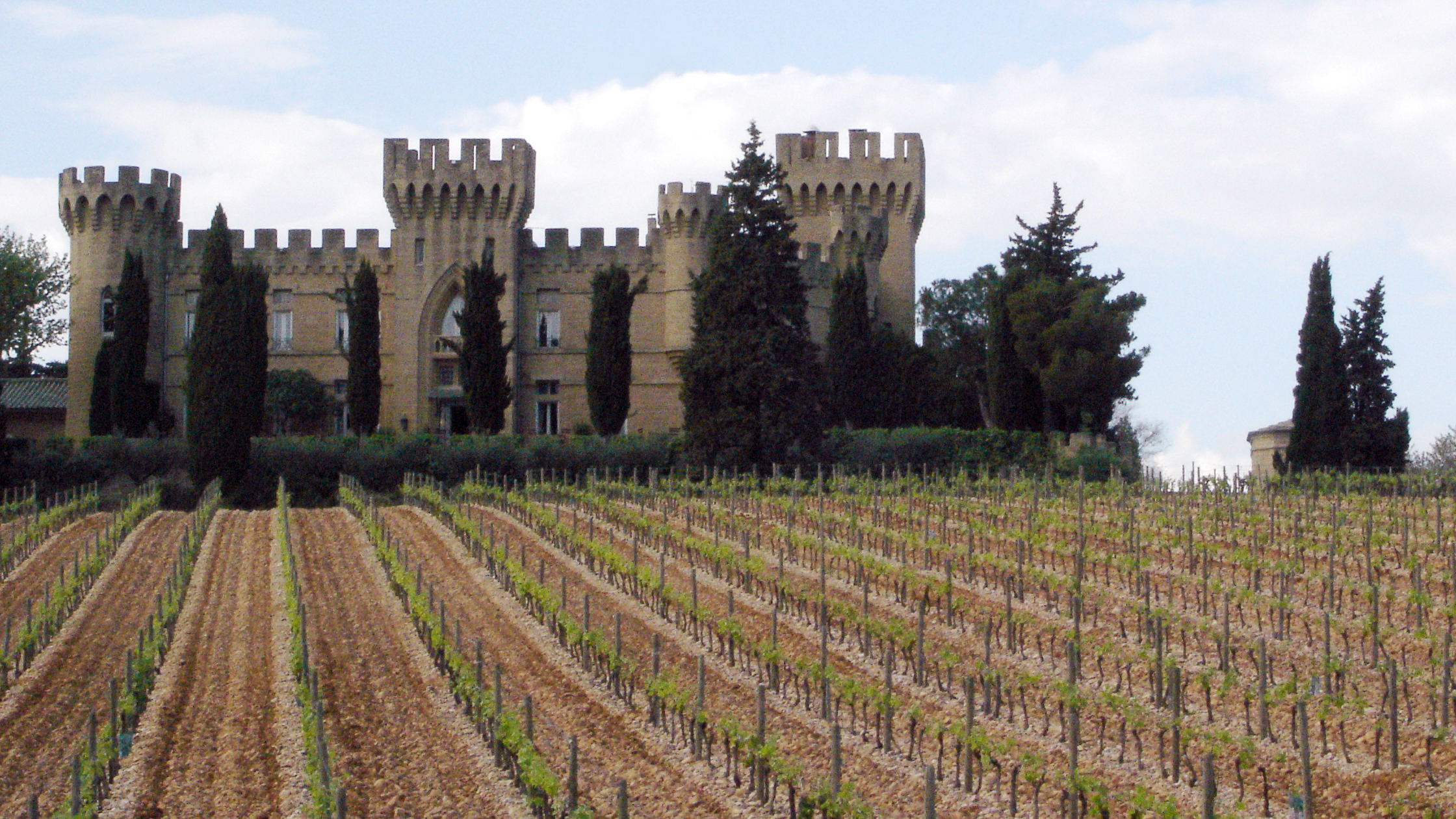
位于南罗讷教皇新堡的葡萄园

罗讷河谷（法語：Vallée du Rhône）是法国南部罗讷河谷地区的葡萄酒法定产区。
传统上，罗讷河谷产区被分为北罗讷（Rhône septentrional）与南罗讷（Rhône méridional）两个区域。北罗讷产区主要出产由西拉酿造的红葡萄酒（有时会与白葡萄混合）以及由维欧尼、玛珊、瑚珊酿造的白葡萄酒。南罗讷产区出产的则包括红、白与桃红葡萄酒，常由歌海娜等多种葡萄混合酿成。

## 产区
罗讷河谷的主要法定产区包括：

### 北罗讷
- 格里耶堡（英语：Château-Grillet AOC）
- 孔德里约
- 科尔纳（英语：Cornas AOC）
- 罗蒂坡（英语：Côte-Rôtie AOC）
- 克罗兹埃米塔日
- 埃米塔日（英语：Hermitage AOC）
- 圣约瑟夫（英语：Saint-Joseph AOC）
- 圣佩赖

### 南罗讷
- 教皇新堡
- 日贡达斯
- 利拉克
- 塔维尔
- 瓦凯拉斯